# Pseudococcus colliculosus
Pseudococcus colliculosus är en insektsart som beskrevs av Williams och Watson 1988. Pseudococcus colliculosus ingår i släktet Pseudococcus och familjen ullsköldlöss.
Artens utbredningsområde är Tonga. Inga underarter finns listade i Catalogue of Life.